# Liste des longs métrages soviétiques proposés à l'Oscar du meilleur film international
Cet article présente la liste des longs métrages soviétiques proposés à l'Oscar du meilleur film international.

## Films proposés par l'Union soviétique
| Année (Cérémonie) | Titre français                    | Titre original          | Réalisateur                                 | République de production              | Résultat         |
| ----------------- | --------------------------------- | ----------------------- | ------------------------------------------- | ------------------------------------- | ---------------- |
| 1964 (36e)        | L'Enfance d'Ivan                  | Иваново детство         | Andreï Tarkovski                            | RSFS de Russie                        | Non nommé        |
| 1969 (41e)        | Guerre et Paix                    | Война и мир             | Sergueï Bondartchouk                        | RSFS de Russie                        | Remporte l'Oscar |
| 1970 (42e)        | Les Frères Karamazov              | Братья Карамазовы       | Kirill Lavrov, Ivan Pyriev Mikhaïl Oulianov | RSFS de Russie                        | Nommé            |
| 1972 (44e)        | Tchaïkovski                       | Чайкoвский              | Igor Talankine                              | RSFS de Russie                        | Nommé            |
| 1973 (45e)        | La 359e Section                   | А зори здесь тихие      | Stanislav Rostotski                         | RSFS de Russie                        | Nommé            |
| 1974 (46e)        | Libération                        | Освобождение            | Iouri Ozerov                                | RSFS de Russie                        | Non nommé        |
| 1975 (47e)        | Le Féroce                         | Лютый                   | Tolomouch Okeev                             | RSS du Kirghizistan RSS du Kazakhstan | Non nommé        |
| 1976 (48e)        | Dersou Ouzala                     | Дерсу Узала             | Akira Kurosawa                              | RSFS de Russie                        | Remporte l'Oscar |
| 1977 (49e)        | Ils ont combattu pour la patrie   | Они сражались за родину | Sergueï Bondartchouk                        | RSFS de Russie                        | Non nommé        |
| 1978 (50e)        | L'Ascension                       | Восхождение             | Larissa Chepitko                            | RSFS de Russie                        | Non nommé        |
| 1979 (51e)        | Bim chien blanc à l'oreille noire | Белый Бим Черное ухо    | Stanislav Rostotski                         | RSFS de Russie                        | Nommé            |
| 1980 (52e)        | Le Marathon d'automne             | Осенний марафон         | Gueorgui Danielia                           | RSFS de Russie                        | Non nommé        |
| 1981 (53e)        | Moscou ne croit pas aux larmes    | Москва слезам не верит  | Vladimir Menchov                            | RSFS de Russie                        | Remporte l'Oscar |
| 1982 (54e)        | Ô sport, tu es la paix !          | О спорт, ты – мир!      | Iouri Ozerov                                | RSFS de Russie                        | Non nommé        |
| 1983 (55e)        | La Vie privée                     | Частная жизнь           | Youli Raizman                               | RSFS de Russie                        | Nommé            |
| 1984 (56e)        | Vassa                             | Васса                   | Gleb Panfilov                               | RSFS de Russie                        | Non nommé        |
| 1985 (57e)        | Romance du front                  | Военно-полевой роман    | Piotr Todorovski                            | RSS d'Ukraine                         | Nommé            |
| 1986 (58e)        | Requiem pour un massacre          | Иди и смотри            | Elem Klimov                                 | RSS de Biélorussie RSFS de Russie     | Non nommé        |
| 1987 (59e)        | Le Pigeon sauvage                 | Чужая белая и рябой     | Sergueï Soloviov                            | RSFS de Russie                        | Non nommé        |
| 1988 (60e)        | Le Repentir                       | Покаяние                | Tenguiz Abouladzé                           | RSS de Géorgie                        | Non nommé        |
| 1989 (61e)        | La Commissaire                    | Комиссар                | Alexandre Askoldov                          | RSFS de Russie                        | Non nommé        |
| 1990 (62e)        | La Ville zéro                     | Город Зеро              | Karen Chakhnazarov                          | RSFS de Russie                        | Non nommé        |
| 1991 (63e)        | Taxi Blues                        | Такси-блюз              | Pavel Lounguine                             | RSFS de Russie                        | Non nommé        |
| 1992 (64e)        | Vade Retro !                      | Изыди!                  | Dmitri Astrakhan (ru)                       | RSFS de Russie                        | Non nommé        |